# Pałac w Czekanowie
Pałac w Czekanowie – pałac położony we wsi Czekanów, w gminie Zbrosławice, w powiecie tarnogórskim, w województwie śląskim.

## Historia
Obiekt pierwotnie był dworem wybudowanym w XVII wieku. W 1878 roku z inicjatywy Karola II von Raczka (1855-1913) budynek został przebudowany na pałac w stylu neorenesansu niderlandzkiego przez, żonatego z Marią Dorotą von Madeyski (1836-1888). Nad wejściem znajduje się okazały kartusz z herbami  hrabiny Eleonory von Oriola (1857-1932) i jej męża Karola III Krafta Arweda von Raczka (1882-1914), pierwszych mieszkańców pałacu po przebudowie. Obiekt zdewastowany architektonicznie przez usunięcie spadzistych dachów, szczytów i wież w 1964.

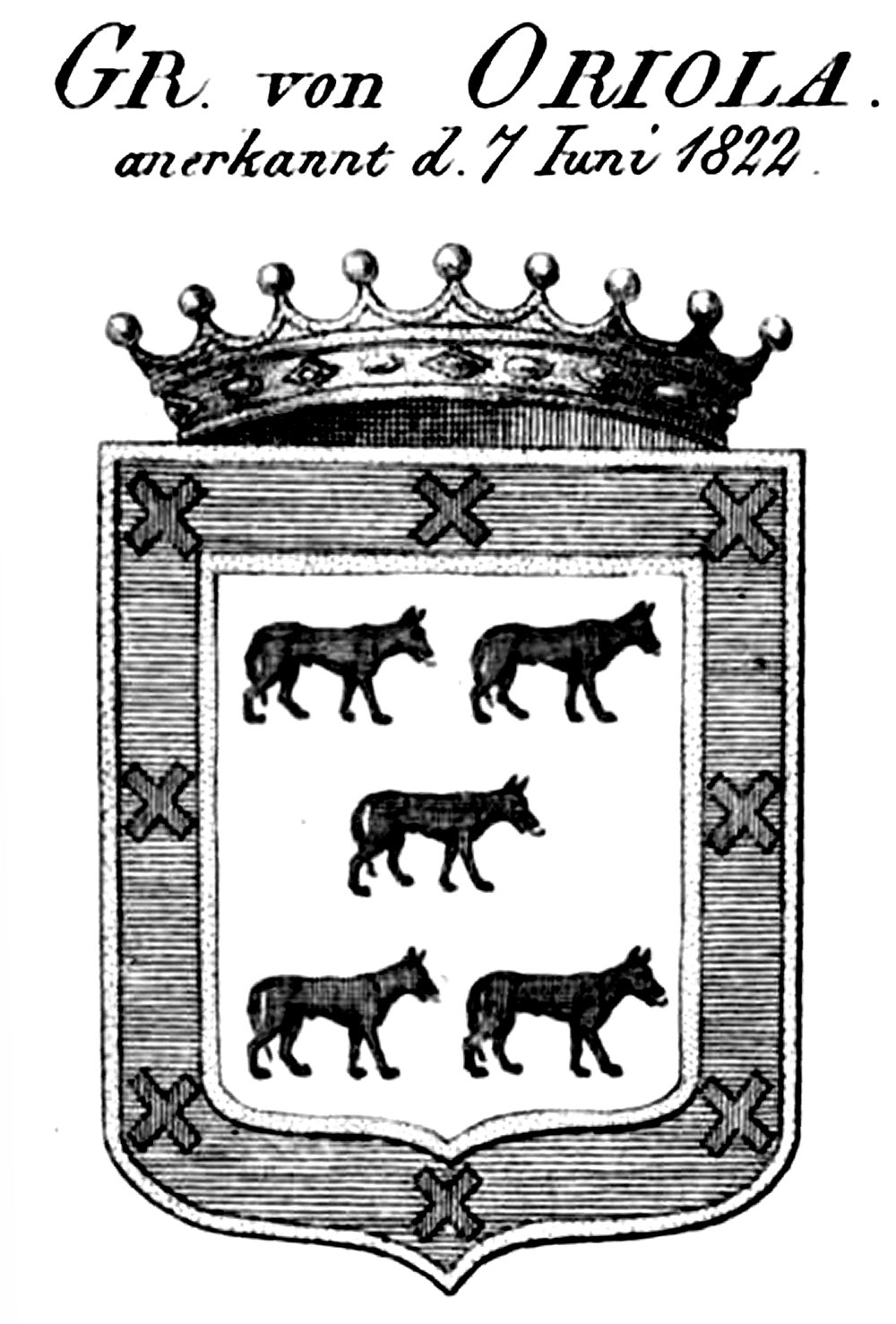
Herb von Oriola
Herb von Raczek